# Giulia Livia
Giulia Livia, conosciuta anche come Giulia Livilla (in latino Iulia Livia; nelle epigrafi: IVLIA•DRVSI•CAESARIS•FILIA; 4 – 43), è stata una nobildonna romana, appartenente alla dinastia giulio-claudia.

## Origini familiari

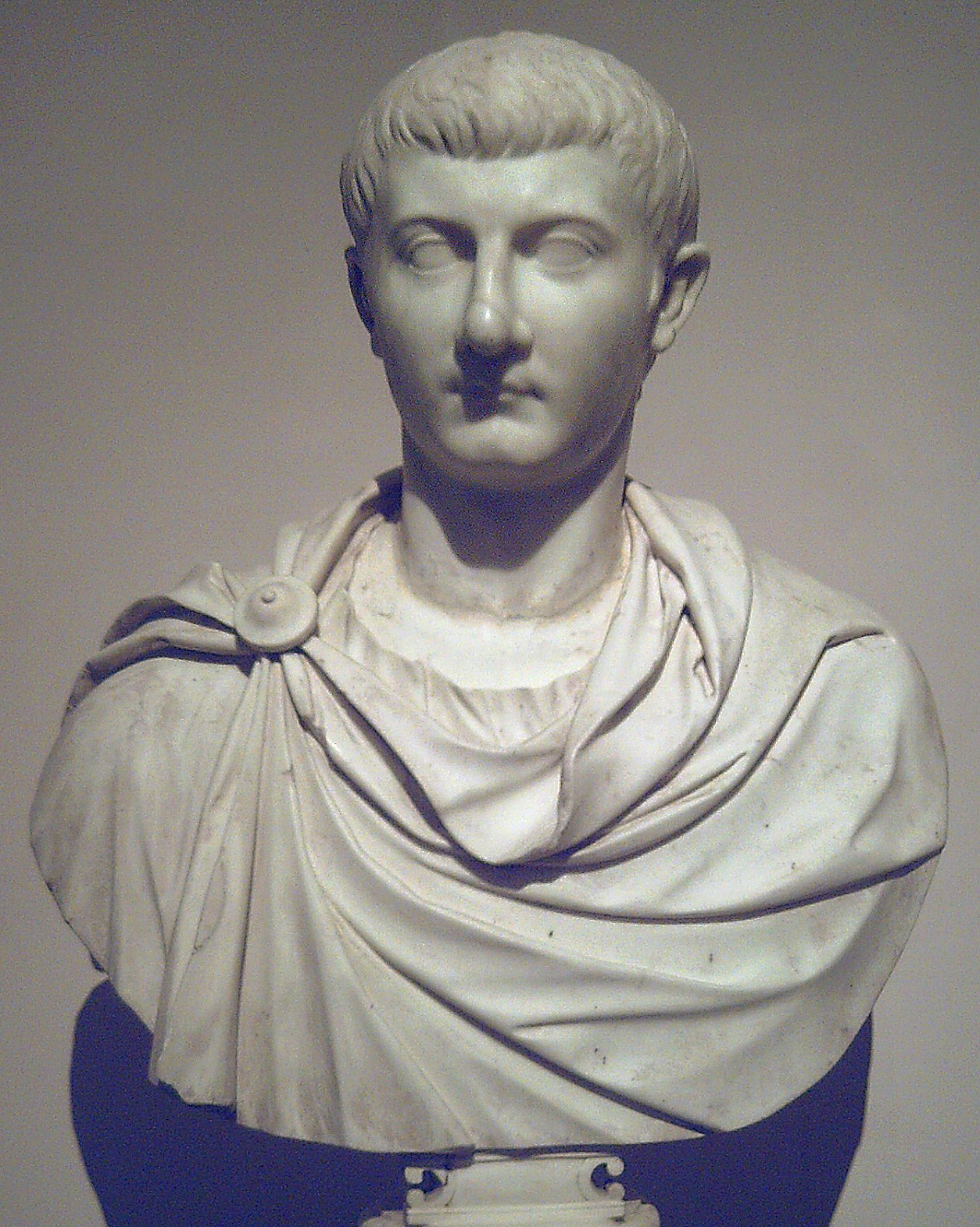
Busto di Druso minore, padre di Giulia Livia. Museo del Prado, Madrid.

Giulia Livia nacque da Druso minore, figlio di Tiberio e Vipsania Agrippina, e da Claudia Livilla, figlia di Druso maggiore e Antonia minore. Era pertanto nipote adottiva di Augusto, nipote di Germanico, cugina di Gaio Cesare "Caligola", nipote di Claudio e zia di Nerone. Aveva due fratelli gemelli minori, nati circa quindici anni dopo di lei: Tiberio e Germanico Gemello.

## Biografia
Nel 14, mentre Augusto stava morendo, Giulia era malata e lo stesso imperatore chiese delle sue condizioni subito prima di morire.
Nel 20, appena dopo la morte di Germanico, Giulia ne sposò il figlio maggiore, Nerone Cesare, il più prossimo alla linea di successione imperiale. Nerone e la madre Agrippina vennero in seguito perseguitati da Seiano, potente prefetto del pretorio sotto Tiberio, che aspirava a prendere il potere e nel 30 Nerone morì in esilio a Ponza.
Nel 33, si risposò con Gaio Rubellio Blando, anziano consolare (suffetto nel 18) di famiglia equestre originaria di Tivoli, ma il matrimonio fu visto come un ennesimo atto di mortificare la discendenza di Germanico. Dal secondo marito Giulia ebbe probabilmente quattro figli: Rubellio Druso, Rubellio Plauto, Rubellio Blando e Rubellia Bassa.
Nel 43, un agente dell'imperatrice, Valeria Messalina, moglie di Claudio, accusò falsamente Giulia di incesto e immoralità. L'imperatore, suo zio, non fece niente a favore della nipote ma la fece condannare a morte. Giulia, probabilmente, si tolse la vita prima di essere uccisa.